# Marsvin (adelsätt)
Marsvin var en dansk, numera utslocknad, adlig ätt. Släktens storhetstid inföll under 1500- och 1600-talen. Släkten har sitt namn efter det sydnordiska ordet för tumlare, vilken också är avbildad i ättens vapensköld.
Adelssläkten Marsvin har sitt ursprung i familjen Marsvin från Odense, med den 1310 omnämnda Johannes Marsvin som stamfader.
Den nyare linjen av familjen har rikskanslern Peder Marsvin (död 1528), som var son till rikskanslern Jørgen Marsvin till Lindved (död 1524), som stamfader. Peder Marsvin hade i sin tur sonen, stiftslensmanden och riksrådet Jørgen Marsvin till Dybæk og Hollufgaard (död 1581), vars son Otte Marsvin till Dybæk (1573–1647) lät uppföra Marsvinsholms slott i Skåne 1644–48. Otte Marsvins syster Ellen Marsvin (1572–1649) spelade som svärmor till kung Kristian IV en framträdande roll vid det danska hovet och blev en stor jordägare.
Herrgården Hollufgaard i Fraugde Sogn i Odense kommun byggdes 1577 av Jørgen Marsvin till Dybæk og Hollufgaard (död 1581).
Herrgården Marsvinslund i Vium Sogn i Silkeborgs kommun grundades 1654 av Jørgen Marsvin till Aunsbjerg (1609–71), son till Peder Marsvin till Hollufgaard og Aunsbjerg (1578–1614), och sonson till Jørgen Marsvin till Dybæk og Hollufgaard (död 1581).
Ätten Marsvin dog ut med överstelöjtnanten Jokum Henrik Marsvin (1706–68).

## Bildgalleri

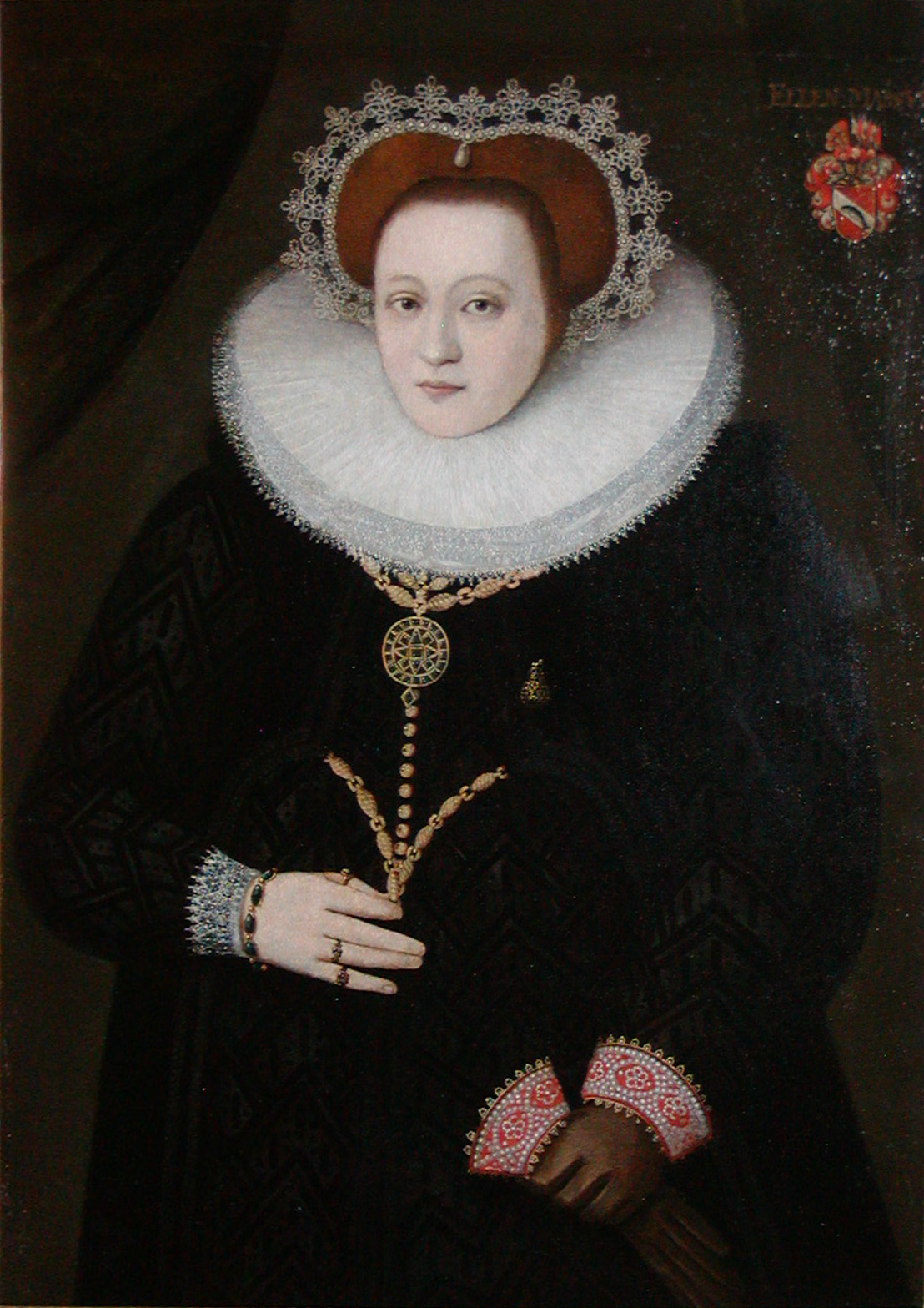
Ellen Marsvin
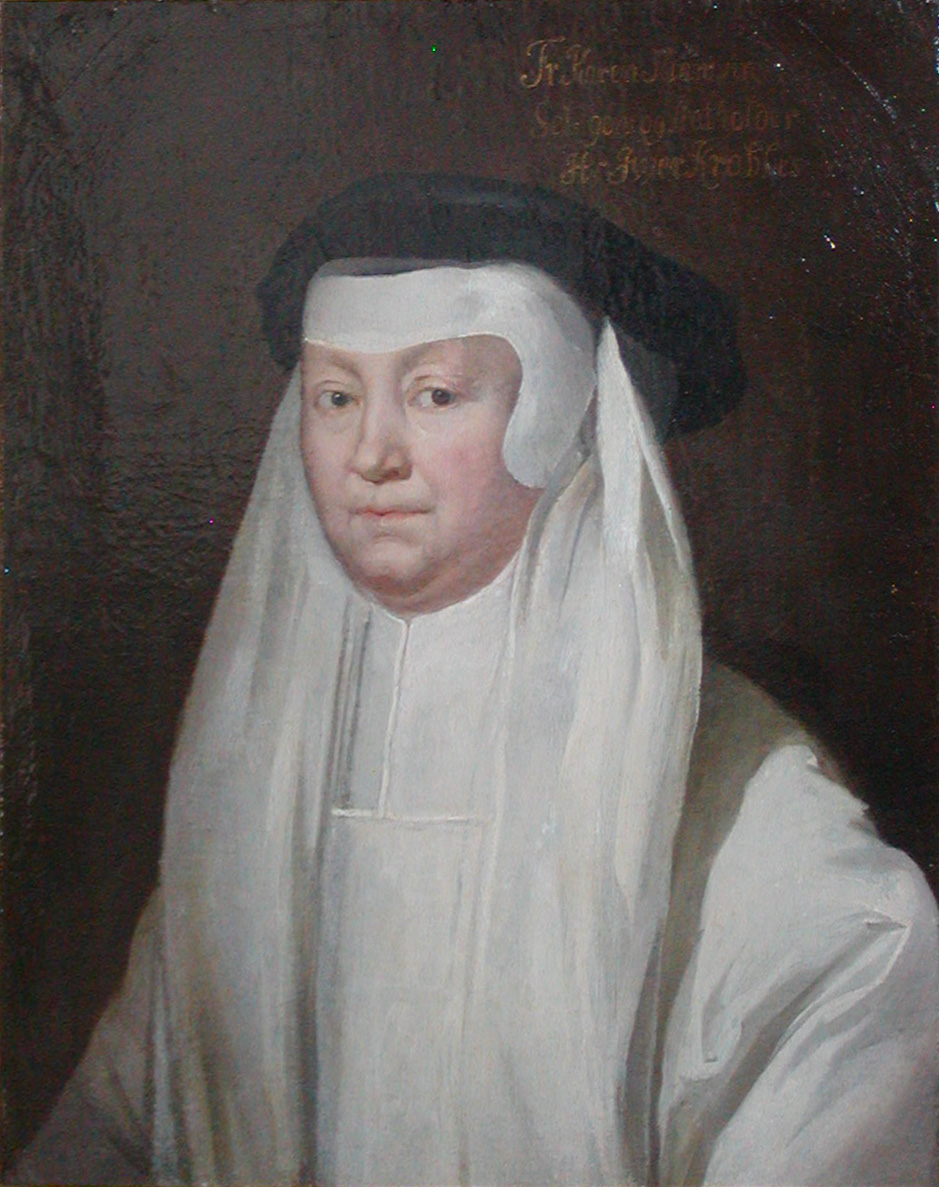
Karen Marsvin, barnbarn till Jørgen Marsvin till Dybæk, 1600-talet, målad av Karel van Mander